# Бакир Изетбегович
Бакир Изетбегович (на босненски: Bakir Izetbegović) е босненски политик, член на президиума Босна и Херцеговина от 6 ноември 2010 до 20 ноември 2018 г. На изборите през 2014 г. той отбелязва мнозинство от гласовете, но губи изборите от 2022 г., като спечели 37% от гласовете.

## Биография
Роден е на 28 юни 1956 г. в Сараево. Син е на първия президент на независима Босна и Херцеговина Алия Изетбегович и Халида Реповац.
След дипломирането си той учи в архитектурния катедра на Университета в Сараево, където завършва през 1981 г. По-късно работи като консултант в архитектурна компания.
Дава голям принос за много публични събития. Член е на редица съвети, сред които е съвета на ФК „Сараево“, съвета на баскетболен клуб „Босна“, съвета на мюсюлманското хуманитарно общество „Меркемет“ и на съвета на ислямската общност в Босна и Херцеговина.

## Семейство
Изетбегович е женен. Има дъщеря Ясмина. На шериатската свадба на Ясмина през 2021 г. присъства и турския президент Реджеп Ердоган. Изетбегович говори английски. Живее в Сараево.